# Cerastium lineare
Cerastium lineare là loài thực vật có hoa thuộc họ Cẩm chướng. Loài này được All. mô tả khoa học đầu tiên năm 1785.